# Älvdalens socken
Älvdalens socken (älvdalska: Övdaln) ligger i Dalarnas län med en mindre del, 25 km² i Jämtlands län, ingår sedan 1971 i Älvdalens kommun och motsvarar från 2016 Älvdalens distrikt. 
Socknens areal är 2 492,50 kvadratkilometer, varav 2 426,90 land. År 2020 fanns här 4 956 invånare. Orterna Rot, Åsen, Klitten, Brunnsberg, Blyberg, Västermyckeläng, Väsa och Evertsberg samt tätorten och kyrkbyn Älvdalen med sockenkyrkan Älvdalens kyrka ligger i socknen. Socknen är känd för Älvdalsporfyr och sin speciella dialekt älvdalska, som på senare tid har börjat betraktas som ett eget språk.

## Administrativ historik
Älvdalen bildades på medeltiden genom en utbrytning ur Mora socken som kapellförsamling för att 1586 bli ett eget pastorat och fristående socken. Mellan 24 december 1645 och 12 december 1651 var Särna och Idre socknar en del av denna socken.
Vid kommunreformen 1862 övergick socknens ansvar för de kyrkliga frågorna till Älvdalens församling och för de borgerliga frågorna till Älvdalens landskommun. Landskommunen ombildades 1971 till Älvdalens kommun.
1 januari 2016 inrättades distriktet Älvdalen, med samma omfattning som församlingen hade 1999/2000.
Socknen har tillhört fögderier, tingslag och domsagor enligt vad som beskrivs i artikeln Dalarna. De indelta soldaterna tillhörde Dalregementet och Orsa kompani.

## Geografi

Byar och orter i sydöstra Älvdalens socken.

Älvdalens socken ligger kring Österdalälven och dess biflöden Rotnen och Granån samt kring Västerdalälvens biflöde Vanån. Socknen har odlingsbygd i älvdalarna och är i övrigt en kuperad skogsbygd med fäbodar och med höjder som i Storvarden i norr når 821 meter över havet.
Socknen genomkorsas av riksväg 70. Förr i tiden var Älvdalen ändstation för Gävle-Dala järnväg. 

### Geografiska avgränsningar
Älvdalens socken sträcker sig upp mot gränsen till Härjedalen (Korskällan) och även upp mot Särna socken i nordväst.  En triangelformad kil av Härjedalen sticker in i socknen (och Dalarnas län) norrifrån i trakten av Stor-Höktanden, Slängbodsåsen och Torrvedaåsen vid vattendraget Lånans övre lopp. I västra delen av detta område ligger "tresockenmötet" Lillhärdal - Särna - Älvdalen. Högsta topp är Storvarden (Älvdalen), 821 m ö.h., vid Härjedalsgränsen. I väster gränsar socknen mot Transtrands socken i Malung-Sälens kommun och i söder och sydost ligger Venjans socken och Mora socken samt i öster Våmhus socken i Mora kommun
Bland byarna i socknen kan nämnas (från väster): Trängslet, Åsen, Brunnsberg, Rot respektive Mångsbodarna, Risberg och Evertsberg längs Vasaloppsspåret i församlingens södra del. I sydost ligger Blyberg och Garberg.

## Fornlämningar
Cirka 14 boplatser från stenåldern och enstaka gravar från järnåldern är funna. Dessutom har cirka 70 fångstgropar samt slagg från lågteknisk järnhantering påträffats. Det finns cirka 80 blästerugnar kvar. Dessa tros vara från medeltiden. Rots skans vid byn Rot byggdes på 1600-talet.

## Namnet
Namnet (1525 Elffuedalen) syftar på bygden vid Österdalälven. Namnet skrevs före 1902 Elfdalens socken.

## Befolkningsutveckling
| Befolkningsutvecklingen i Älvdalens socken 1750–2020 | Befolkningsutvecklingen i Älvdalens socken 1750–2020 | Befolkningsutvecklingen i Älvdalens socken 1750–2020 | Befolkningsutvecklingen i Älvdalens socken 1750–2020 | Befolkningsutvecklingen i Älvdalens socken 1750–2020 |
| --- | ---------------------------------------------------- | ---------------------------------------------------- | ---------------------------------------------------- | ---------------------------------------------------- |
| |                                                      |                                                      |                                                      |                                                      |
| År |                                                      |                                                      | Folkmängd                                            |                                                      |
| 1750 | 1750                                                 |                                                      | 2 559                                                |                                                      |
| 1760 | 1760                                                 |                                                      | 2 850                                                |                                                      |
| 1769 | 1769                                                 |                                                      | 3 037                                                |                                                      |
| 1780 | 1780                                                 |                                                      | 2 831                                                |                                                      |
| 1790 | 1790                                                 |                                                      | 3 140                                                |                                                      |
| 1800 | 1800                                                 |                                                      | 3 274                                                |                                                      |
| 1810 | 1810                                                 |                                                      | 3 017                                                |                                                      |
| 1820 | 1820                                                 |                                                      | 3 118                                                |                                                      |
| 1830 | 1830                                                 |                                                      | 3 403                                                |                                                      |
| 1840 | 1840                                                 |                                                      | 3 291                                                |                                                      |
| 1850 | 1850                                                 |                                                      | 3 603                                                |                                                      |
| 1860 | 1860                                                 |                                                      | 4 047                                                |                                                      |
| 1870 | 1870                                                 |                                                      | 3 964                                                |                                                      |
| 1880 | 1880                                                 |                                                      | 4 112                                                |                                                      |
| 1890 | 1890                                                 |                                                      | 4 039                                                |                                                      |
| 1900 | 1900                                                 |                                                      | 4 893                                                |                                                      |
| 1910 | 1910                                                 |                                                      | 5 156                                                |                                                      |
| 1920 | 1920                                                 |                                                      | 5 606                                                |                                                      |
| 1930 | 1930                                                 |                                                      | 5 831                                                |                                                      |
| 1940 | 1940                                                 |                                                      | 6 087                                                |                                                      |
| 1950 | 1950                                                 |                                                      | 6 700                                                |                                                      |
| 1960 | 1960                                                 |                                                      | 7 369                                                |                                                      |
| 1970 | 1970                                                 |                                                      | 5 876                                                |                                                      |
| 1980 | 1980                                                 |                                                      | 5 496                                                |                                                      |
| 1990 | 1990                                                 |                                                      | 5 604                                                |                                                      |
| 2010 | 2010                                                 |                                                      | 4 881                                                |                                                      |
| 2020 | 2020                                                 |                                                      | 4 956                                                |                                                      |
| Anm: Källa: Umeå universitet - Tabellverket 1749-1859, Demografiska databasen, CEDAR, Umeå universitet, Befolkning per församling, Folkmängden per distrikt, landskap, landsdel eller riket efter kön. År 2015 - 2022. |                                                      |                                                      |                                                      |                                                      |